# Wojciech Goliński
Wojciech Goliński (ur. 1959) – polski koszykarz występujący na pozycji skrzydłowego, dwukrotny medalista mistrzostw Polski.

## Osiągnięcia
Na podstawie, o ile nie zaznaczono inaczej.
Drużynowe
- Mistrz Polski (1978)
- Wicemistrz Polski (1980)
- Zdobywca pucharu Polski (1978, 1979)
- Awans do ekstraklasy z Wybrzeżem Gdańsk (1983, 1988)